# Tuticanus major
Tuticanus major är en spindelart som först beskrevs av Eugen von Keyserling 1879.  Tuticanus major ingår i släktet Tuticanus och familjen Ctenidae.
Artens utbredningsområde är Peru. Inga underarter finns listade i Catalogue of Life.